# Bellas
Bellas è un centro abitato dell'Algeria, situato nella Provincia di 'Ayn Defla.